# Серчипъяха
Серчипъяха (устар. Серчипега) — река в России, протекает по Ханты-Мансийскому району Ханты-Мансийского АО. Устье реки находится в 41 км по левому берегу реки Сыньяха. Длина реки составляет 13 км.
Высота истока — 45,2 м над уровнем моря. Высота устья — 28 м над уровнем моря.

## Данные водного реестра
По данным государственного водного реестра России относится к Верхнеобскому бассейновому округу, водохозяйственный участок реки — Обь от города Нефтеюганск до впадения реки Иртыш, речной подбассейн реки — Обь ниже Ваха до впадения Иртыша. Речной бассейн реки — (Верхняя) Обь до впадения Иртыша.
Код объекта в государственном водном реестре — 13011100212115200051847.